# هواوی پی۹

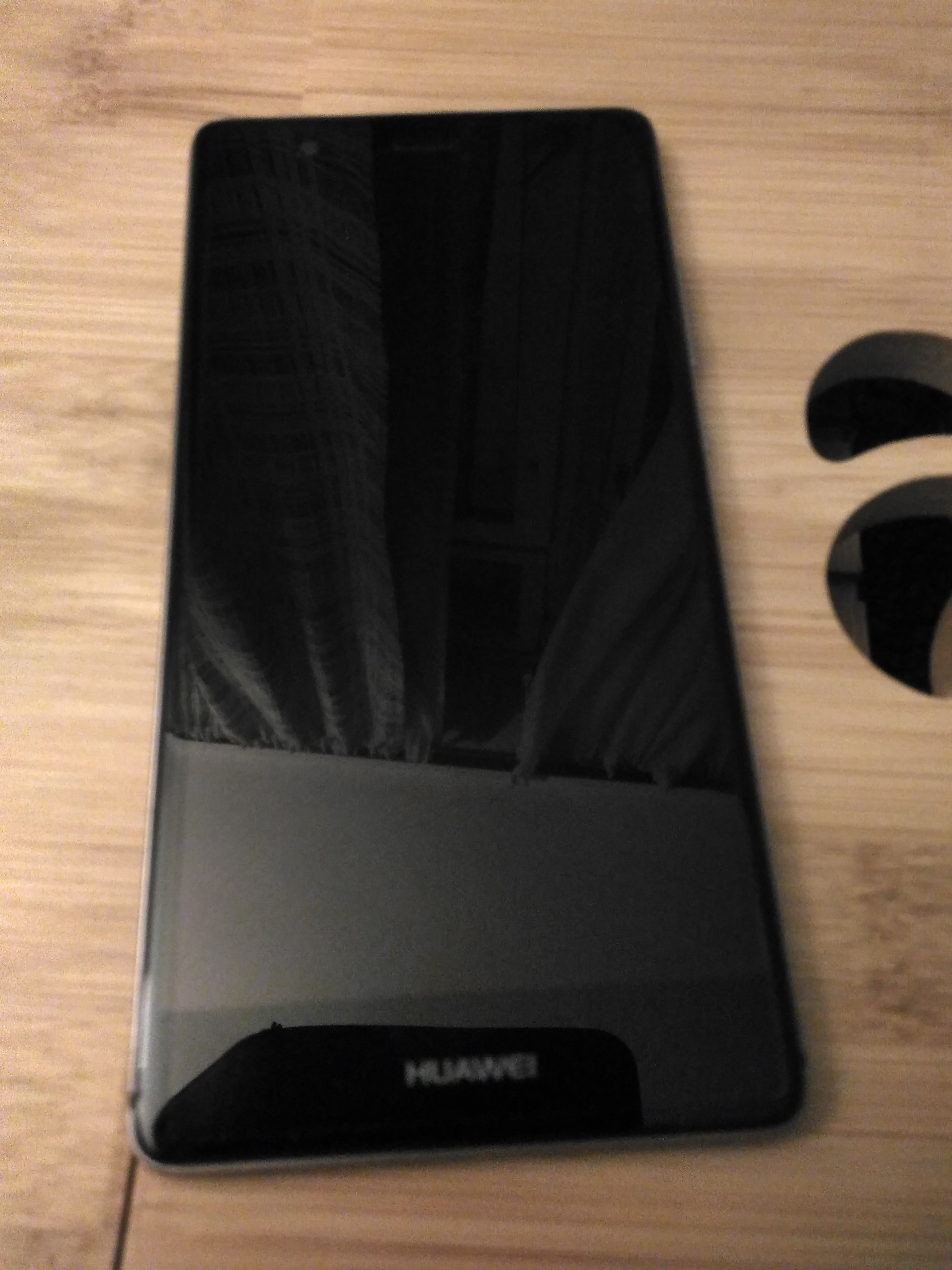

هواوی P9 یک گوشی هوشمند رده بالای اندرویدی، از سری هواوی پی، محصولی از شرکت فناوری چینی هواوی تکنالوجیز است. پی۹ در سال ۲۰۱۶ عرضه. این گوشی جانشین هواوی P8 هست، از جمله تغییرات آن نسبت به نسل قبل می‌توان به ماژول دوربین دوگانه اشاره کرد که با همکاری لایکا طراحی شده‌است، این گوشی برخلاف نسل قبل حسگر اثرانگشت نیز دارد. پی۹ به‌طور پیشفرض از اندروید نسخه مارشملو پشتیبانی می‌کند که این مورد تا نوقا قابل ارتقاست.

## معرفی و عرضه
P9 در آوریل ۲۰۱۶ در لندن و در اوت ۲۰۱۶ در هند عرضه شد.

## ویژگی‌های جدید
P9 یک حسگر اثر انگشت اضافه کرد و اولین گوشی هوشمند هوآوی با دوربینی بود که با همکاری لایکا تولید شد سیستم دوربین تصاویر را از سنسورهای دوگانه دوربین عقب، یکی تک رنگ، دیگری سه رنگ، ادغام می‌کند که کنتراست بیشتر، تصاویر در نور کم بهتر و جلوه بوکه و همچنین فوکوس مجدد پس از ثبت تصویر را ممکن می‌سازد. در این گوشی یک اسلات microSD نیز برای افزایش ظرفیت ذخیره‌سازی وجود دارد.

## انواع
پی۹ پلاس که در می ۲۰۱۶ عرضه شد، دارای ۴ گیگابایت رم و ۶۴ گیگابایت حافظه داخلی است.
هواوی پی ۹ لایت که در می ۲۰۱۶ در برخی مناطق تحت نام آنر ۸ اسمارت نیز به بازار عرضه شد، دارای ۲ یا ۳ گیگابایت حافظه رم به همراه ۱۶ گیگ ظرفیت ذخیره‌سازی است.